# Magnézium-triszilikát
A magnézium-triszilikát egy a magnézium-szilikáttal rokon vegyület, melyet a gyomorsav semlegesítésére és élelmiszer-adalékanyagként, elsősorban gyorséttermekben alkalmaznak (E553) néven. Alkalmazásával a használt sütőolajból el lehet távolítani a különféle, használat során keletkezett szennyeződéseket, így az olaj többszörösen felhasználható lesz. Ezen kívül csomósodást gátló anyagként, töltőanyagként, valamint egyes bevonatok készítése során alkalmazzák. Számos élelmiszerben, elsősorban a szárított ételekben fordulhat elő, de inkább kozmetikumokban alkalmazzák.

## Egészségügyi hatások
Napi maximum beviteli mennyisége nincs meghatározva. Nincs ismert mellékhatása, bár 2007. március 12-én Kínában, Shaanxi tartományban a kínai hatóság betiltotta a magnézium-triszilikát olyan módon történő alkalmazását, hogy a használt sütőolaj újrahasznosítása során az olajban található szennyeződéseket magnézium-triszilikáttal szűrjék ki, mert az így újból felhasznált olajnak rákkeltő hatást tulajdonítanak.